# Olimpíada d'escacs de 1954
L'olimpíada d'escacs de 1954 fou l'onzena Olimpíada oficial d'escacs, i la tercera després de la Segona Guerra Mundial. Organitzada per la FIDE, es va celebrar entre el 4 de setembre i el 25 de setembre a Amsterdam. L'única competició disputada fou un torneig obert.

## Torneig
Hi varen participar 149 Jugadors de 26 països; altres quatre països, tot i que estaven inscrits, finalment no hi varen participar. Les absències més destacades foren les dels Estats Units, no inscrits a causa de problemes financers, mentre que els campions regnants, la Unió Soviètica, tenien com a primer tauler el nou Campió del món, Mikhaïl Botvínnik, a la seva primera participació olímpica

### Primera fase
Els equips van ser dividits en quatre grups, els tres primers de cada grup es classificaven per la final, mentre que la resta va haver de conformar-se amb la Final "B".
En el primer grup, la Unió Soviètica es va classificar amb facilitat al primer lloc, guanyant tots els matxs menys un empat amb els Països Baixos, que van ocupar el segon lloc, mentre que Islàndia es classificà en vèncer Àustria per 3-1 en el seu matx particular. Al segon grup l'Argentina, Bulgària i Txecoslovàquia van passar fàcilment empatant entre si.
Al tercer grup, Iugoslàvia, tot i la derrota amb el Sarre, va batre els països escandinaus i es va classificar darrere d'Israel. En l'última ronda Colòmbia, Suïssa i Anglaterra van competir pel tercer lloc, i van ser els anglesos qui finalment va aconseguir arribar a la final.
A la següent taula, cada columna representa un grup, i els classificats per a la final es ressalten en negreta.
| - Àustria - Finlàndia - Grècia - Islàndia - Països Baixos - Unió Soviètica | - Argentina - Bulgària - Canadà - Txecoslovàquia - Irlanda - Itàlia | - Dinamarca - França - Israel - Noruega - Sarre - Suècia - Iugoslàvia | - Bèlgica - Colòmbia - RFA - Anglaterra - Luxemburg - Suïssa - Hongria |

### Segona fase
La Unió Soviètica va dominar la segona fase, guanyant totes les partides llevat d'un empat amb Israel. La batalla per les altres medalles es concentrà entre la República Federal Alemanya, Hongria, Txecoslovàquia, l'Argentina i Iugoslàvia, aquests dos últims arribaren a l'última ronda empatats al segon lloc: Iugoslàvia empatà contra Txecoslovàquia i l'Argentina va guanyar contra Alemanya 2,5-1,5, obtenint així la segona posició.
Fins i tot entre les medalles individuals dominaren els soviètics, que van guanyar tres medalles d'or, una de plata i una de bronze; en particular, al quart tauler, Paul Keres va aconseguir obtenir 13,5 punts de 14 partides, entaulant només la primera partida de la fase final amb el suec Zandor Nilsson.

### Resultats absoluts

#### Final A
| Pos.              | Equip          | Jugadors | Punts |
| ----------------- | -------------- | --- | ----- |
| Medalla d'or      | Unió Soviètica | GM Mikhaïl Botvínnik, GM Vassili Smislov, GM David Bronstein, GM Paul Keres, GM Iefim Hèl·ler, GM Aleksandr Kótov       | 34    |
| Medalla de plata  | Argentina      | GM Miguel Najdorf, MI Julio Bolbochán, MI Oscar Panno, MI Carlos Guimard, MI Hector Rossetto, GM Herman Pilnik          | 27    |
| Medalla de bronze | Iugoslàvia     | GM Vasja Pirc, GM Svetozar Gligorić, GM Petar Trifunović, MI Barslav Rabar, MI Andrija Fuderer, MI Aleksandar Matanović | 26,5  |
| 4                 | Txecoslovàquia | GM Luděk Pachman, MI Miroslav Filip, MI František Zíta, MI Jaroslav Šajtar, Jiří Fichtl, Maximilián Ujtelky             | 24,5  |
| 5                 | RFA            | GM Wolfgang Unzicker, MI Lothar Schmidt, Gerhard Pfeiffer, MI Ludwig Rellstab, Klaus Darga, Erich Joppen                | 23,5  |
| 6                 | Hongria        | GM László Szabó, MI Gyula Kruger, GM Gedeon Barcza, Béla Sándor, MI Ernő Gereben                                        | 23    |
| 7                 | Israel         | MI Yosef Porath, MI Moshe Czerniak, Menachem Ore, Izak Aloni, I. Kniazer                                                | 22    |
| 8                 | Països Baixos  | GM Max Euwe, MI Jan Donner, MI Nicolaas Cortlever, MI Lodewijk Prins, MI Haije Kramer, MI Theodore Van Scheltinga       | 21    |

#### Final B
| Pos. | País    | Jugadors | Punts |
| ---- | ------- | --- | ----- |
| 13   | Suïssa  | Josef Kupper, MI Maximilian Blau, Erwin Nievergelt, Edwin Bhend, Otto Zimmermann, Edgar Walther             | 37    |
| 14   | Canadà  | MI Daniel Janofsky, MI Frank Anderson, MI Paul Valtonis, MI Fedor Bohatirchuk, Maurice Fox, Nathan Divinsky | 36    |
| 15   | Àustria | Karl Robatsch, MI Alfred Beni, Aleksandr Premeshuber, MI Josef Lovkenc, Zoltan Kovács                       | 36    |

### Resultats individuals

#### Primer tauler
|                   | Jugador              | País           | Final | Punts | Partides | Percentatge |
| ----------------- | -------------------- | -------------- | ----- | ----- | -------- | ----------- |
| Medalla d'or      | GM Mikhaïl Botvínnik | Unió Soviètica | A     | 8,5   | 11       | 77,3        |
| Medalla de plata  | Josef Kupper         | Suïssa         | B     | 10    | 14       | 71,4        |
| Medalla de bronze | MI Bent Larsen       | Dinamarca      | B     | 13,5  | 19       | 71,1        |

#### Segon tauler
|                   | Jugador            | País           | Final | Punts | Partides | Percentatge |
| ----------------- | ------------------ | -------------- | ----- | ----- | -------- | ----------- |
| Medalla d'or      | MI Frank Anderson  | Canadà         | B     | 14    | 17       | 82,4        |
| Medalla de plata  | MI Julio Bolbochán | Argentina      | A     | 11,5  | 15       | 76,7        |
| Medalla de bronze | Vassili Smislov    | Unió Soviètica | A     | 9     | 12       | 75          |

#### Tercer tauler
|                   | Jugador            | País           | Final | Punts | Partides | Percentatge |
| ----------------- | ------------------ | -------------- | ----- | ----- | -------- | ----------- |
| Medalla d'or      | GM Gedeon Barcza   | Hongria        | A     | 12,5  | 16       | 78,1        |
| Medalla de plata  | GM David Bronstein | Unió Soviètica | 10,5  | 14    | 75       |             |
| Medalla de bronze | Palle Nielsen      | Dinamarca      | B     | 11,5  | 16       | 71,9        |

#### Quart tauler
|                   | Jugador              | País           | Final | Punts | Partides | Percentatge |
| ----------------- | -------------------- | -------------- | ----- | ----- | -------- | ----------- |
| Medalla d'or      | GM Paul Keres        | Unió Soviètica | A     | 13,5  | 14       | 96,4        |
| Medalla de plata  | Edwin Bhend          | Suïssa         | B     | 10    | 13       | 76,9        |
| Medalla de bronze | Francesco Scafarelli | Itàlia         | B     | 12,5  | 17       | 73,5        |

#### Cinquè tauler (primer suplent)
|                   | Jugador            | País           | Final | Punts | Partides | Percentatge |
| ----------------- | ------------------ | -------------- | ----- | ----- | -------- | ----------- |
| Medalla d'or      | GM Iefim Hèl·ler   | Unió Soviètica | A     | 5     | 7        | 71,4        |
| Medalla de plata  | MI Andrija Fuderer | Iugoslàvia     | A     | 8,5   | 12       | 70,8        |
| Medalla de bronze | Zoltan Kovác       | Àustria        | B     | 9     | 13       | 69,2        |

#### Sisè tauler (segon suplent)
|                   | Jugador                 | País       | Final | Punts | Partides | Percentatge |
| ----------------- | ----------------------- | ---------- | ----- | ----- | -------- | ----------- |
| Medalla d'or      | S. Burstein             | França     | B     | 8,5   | 11       | 77,3        |
| Medalla de plata  | Edgar Walther           | Suïssa     | B     | 9,5   | 13       | 73,1        |
| Medalla de bronze | MI Aleksandar Matanović | Iugoslàvia | A     | 6,5   | 9        | 72,2        |